# Deirdre Bair
Deirdre Bair, née Deirdre Bartolotta le 21 juin 1935 à Pittsburgh (Pennsylvanie) et morte le 17 avril 2020 à New Haven dans le Connecticut, est une biographe américaine ayant acquis une certaine notoriété par ses biographies de Samuel Beckett, Anaïs Nin, Simone de Beauvoir et Carl Jung. 

## Distinctions
En 1981, Deirdre Bair a obtenu le National Book Award pour sa biographie de  Beckett.

## Publications
Deirdre Bair a publié récemment Calling It Quits, un livre consacré au divorce survenant à des âges avancés dans une vie de couple marié.